# Bewholme and Nunkeeling

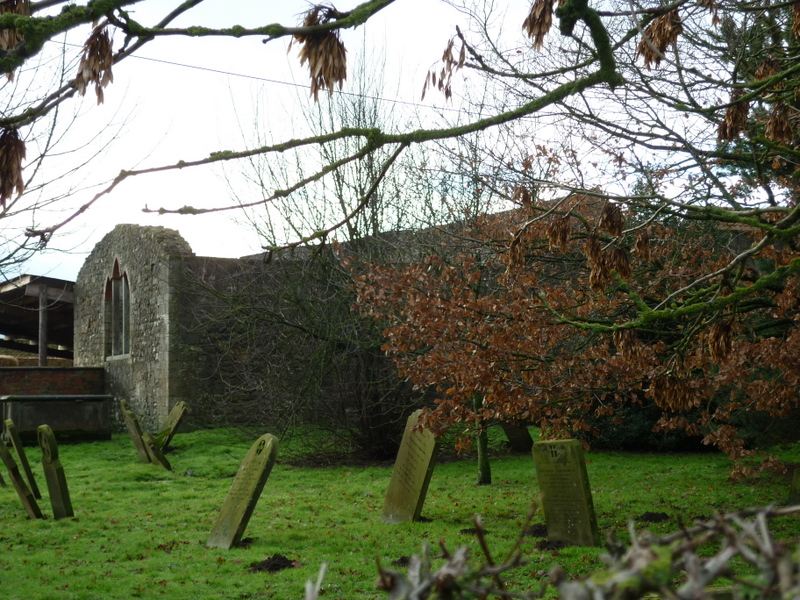
Nunkeeling

Bewholme and Nunkeeling var en civil parish fram till 1935 då den blev en del av Bewholme, i grevskapet East Riding of Yorkshire, i England. Civil parish var belägen 15 km från Beverley och hade 224 invånare år 1931.